# Sonate K. 245
La sonate K. 245 (F.193/L.450) en si majeur est une œuvre pour clavier du compositeur italien Domenico Scarlatti.

## Présentation
La sonate K. 245, en si majeur, une gigue notée Allegro, forme une paire avec la sonate précédente de même tonalité. Elle présente de sensibles ressemblances avec la sonate K. 159.

## Manuscrits
Le manuscrit principal est le numéro 10 du volume IV (Ms. 9775) de Venise (1753), copié pour Maria Barbara ; l'autre est Parme V 28 (Ms. A. G. 31410) copié en 1752.

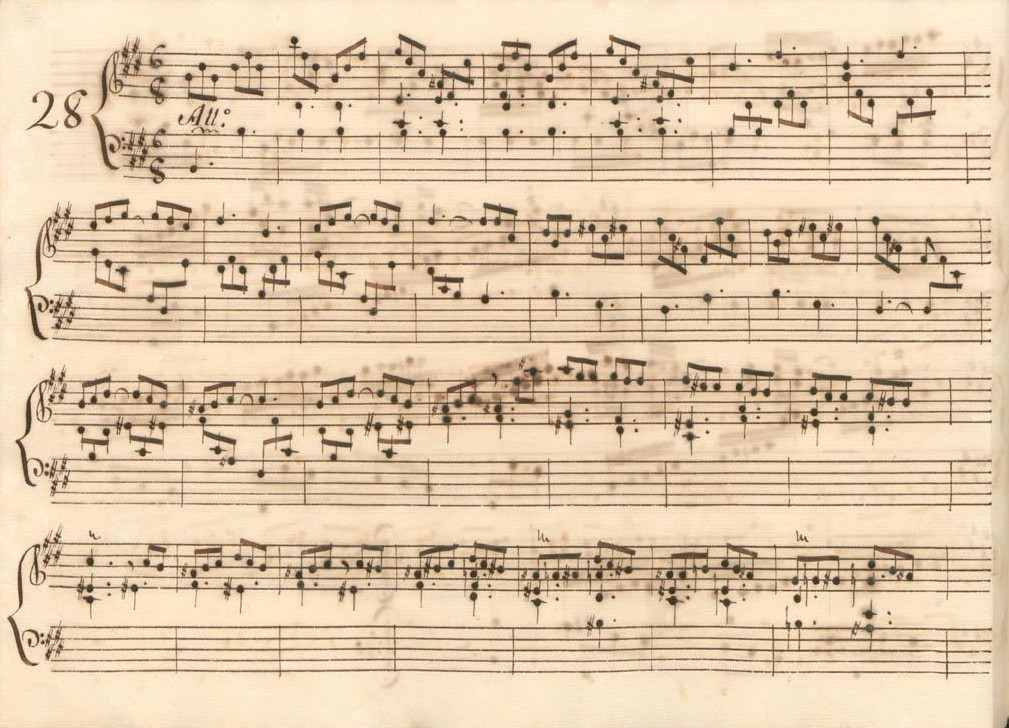
Parme V,28 (page 1)
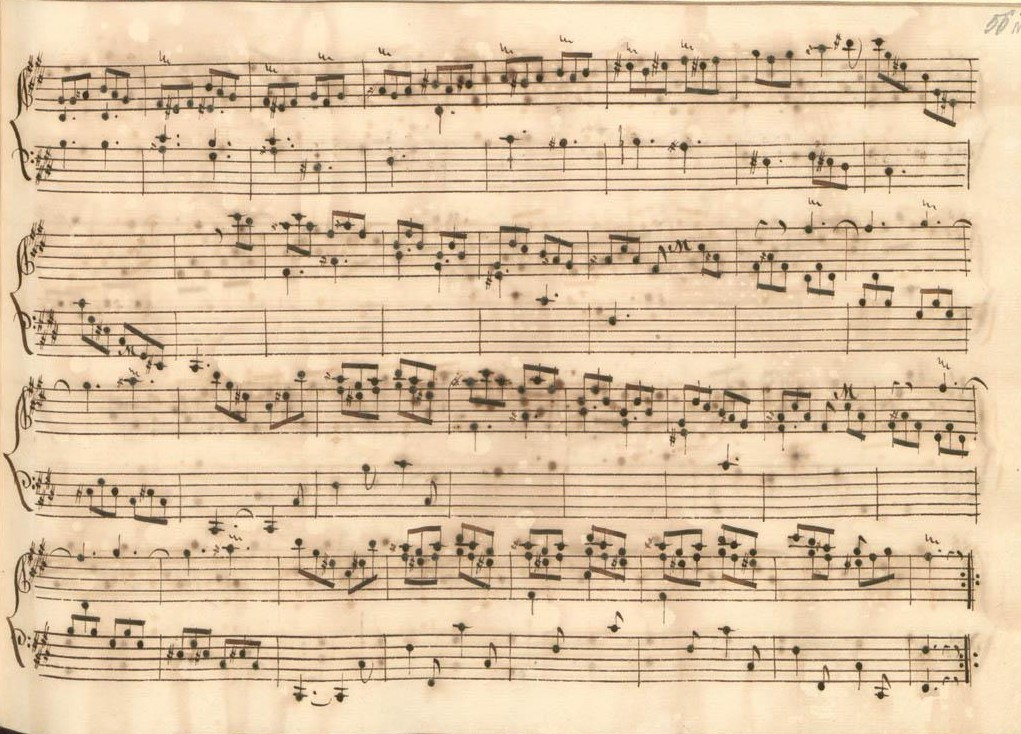
Parme V,28 (page 2)
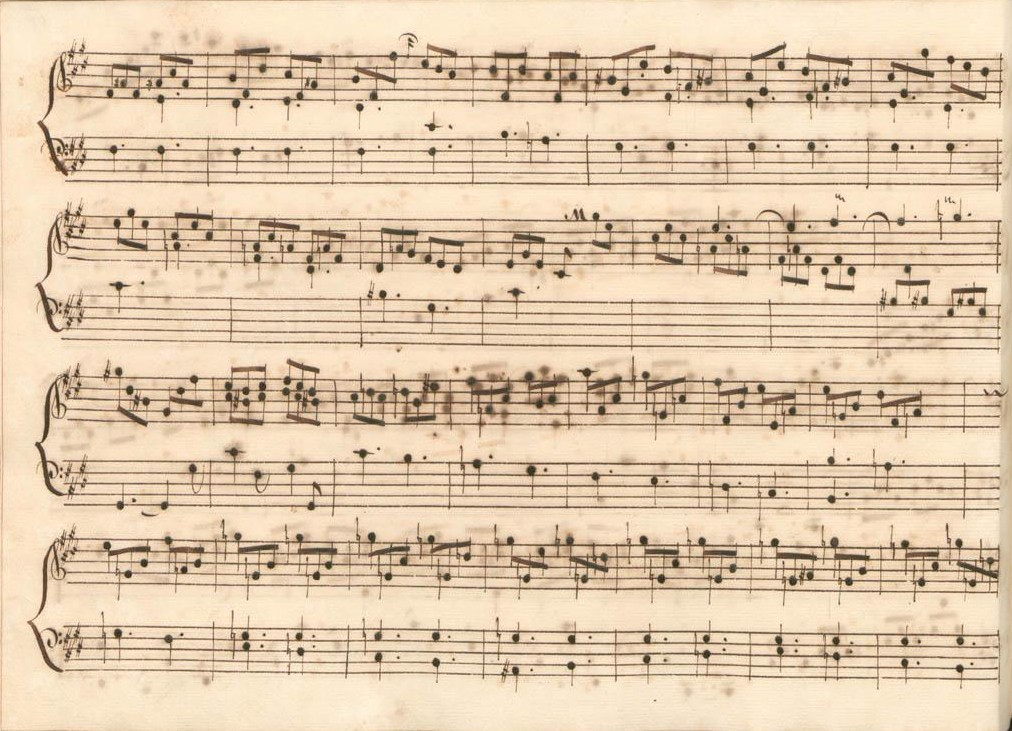
Parme V,28 (page 3)
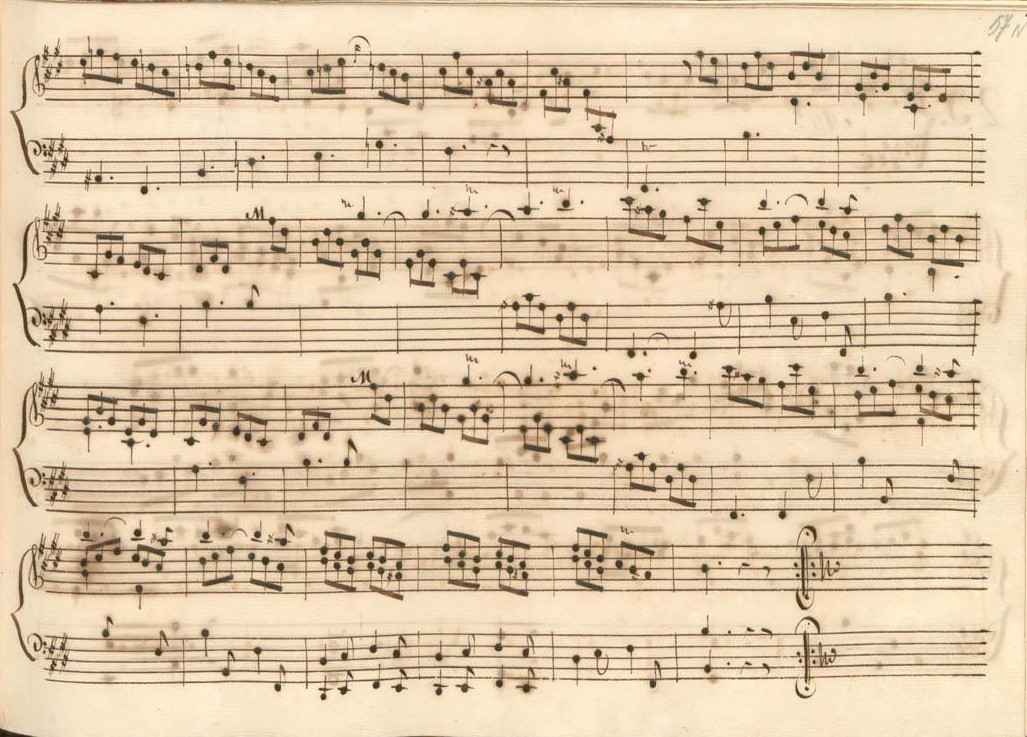
Parme V,28(page 4)

## Interprètes
La sonate K. 245 est défendue au piano, notamment par Marcelle Meyer (1949 et 1954, EMI), Danièle Dechenne (nl) (1979, Musical Heritage Society), Carlo Grante (2009, Music & Arts, vol. 2) ; au clavecin, elle est jouée par George Malcolm (1954, Archiv), Scott Ross (1985, Erato), Virginia Black (1986, EMI), Richard Lester (2002, Nimbus, vol. 2), Pieter-Jan Belder (Brilliant Classics, vol. 6) et Francesco Corti (nl) (2024, Arcana).

## Sources
: document utilisé comme source pour la rédaction de cet article.
- Ralph Kirkpatrick (trad. de l'anglais par Dennis Collins), Domenico Scarlatti, Paris, Lattès, coll. « Musique et Musiciens », 1982 (1re éd. 1953 (en)), 493 p. (ISBN 978-2-7096-0118-4, OCLC 954954205, BNF 34689181).
- Alain de Chambure, « Domenico Scarlatti, Intégrale des sonates — Scott Ross », Erato/Éditions Costallat (2564-62092-2 (livret : 2292-45309-2)), 1985 (OCLC 891183737) .
- (en) Carlo Grante, « Domenico Scarlatti, intégrale des sonates pour clavier (vol. 2) », Music & Arts (CD-1291), 2009 (OCLC 840087257) .